# Bunny at the Derby
Bunny at the Derby è un cortometraggio muto del 1912 scritto e diretto da Laurence Trimble.

## Produzione
Il film - girato in Inghilterra, a Londra negli studi della Hepworth - fu prodotto dalla Vitagraph Company of America.

## Distribuzione
Distribuito dalla General Film Company, il film - un cortometraggio di 175,85 metri - uscì nelle sale cinematografiche statunitensi il 29 ottobre 1912; nel Regno Unito, fu distribuito il 13 febbraio 1913.
Nelle proiezioni, veniva programmato con il sistema dello split reel, accorpato in un'unica bobina con un altro cortometraggio prodotto dalla Vitagraph, la commedia Just Luck.